# 无锡市人民医院
31°32′32″N 120°19′10″E / 31.54217°N 120.31934°E

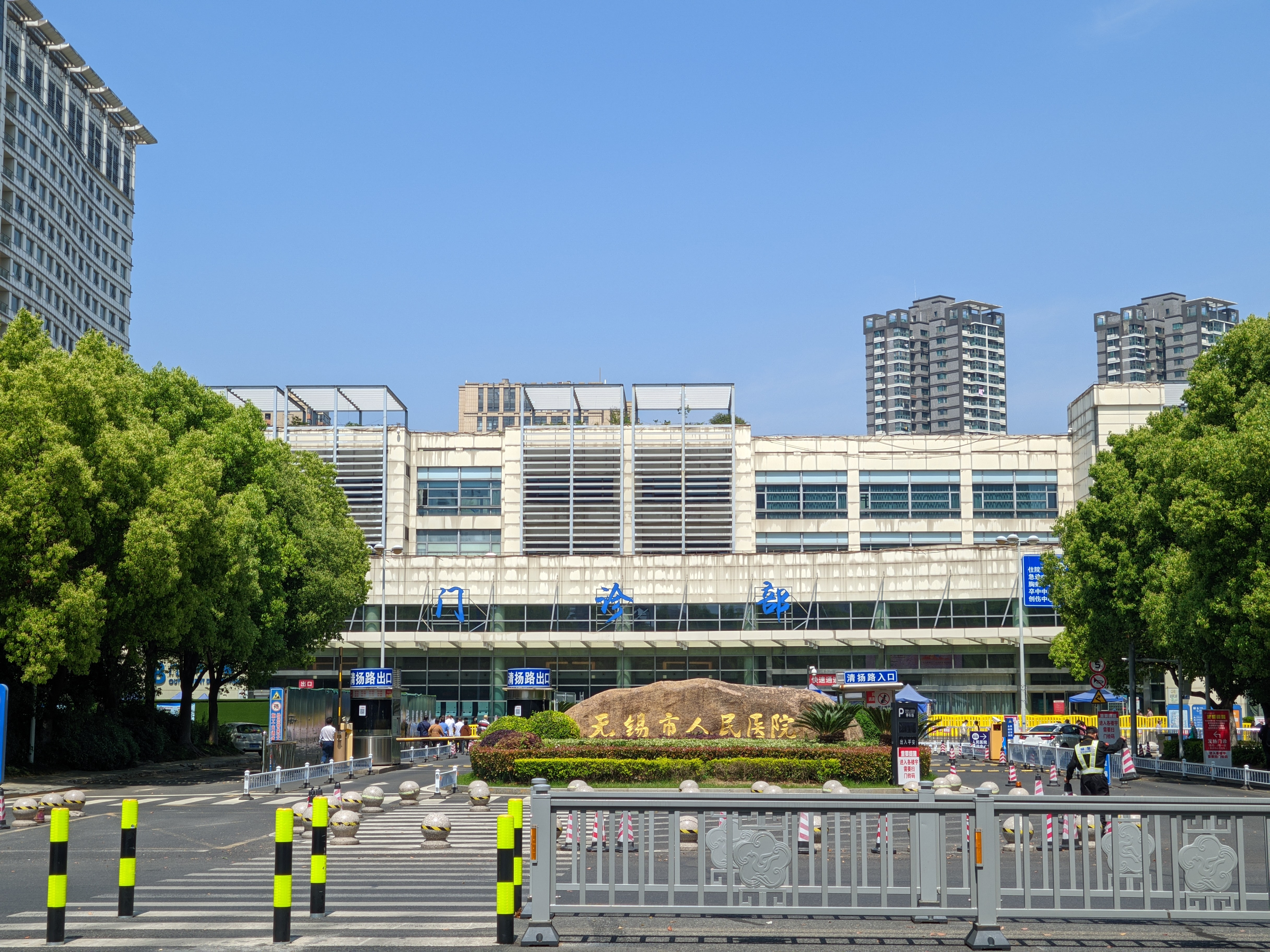
无锡市人民医院

无锡市人民医院（南京医科大学附属无锡人民医院）位于中国江苏省无锡市清扬路299号，2007年11月由原无锡市第一人民医院、儿童医院和无锡市第五人民医院整建制组合而成，是无锡地区最大的公立医院，为三级甲等医院。
医院占地255亩，建筑面积32.486万平方米，编制床位1510张，目前开放床位1903张。全院共设有58个临床科室。陈静瑜教授领军的肺移植团队自2002年成功开展华东地区第1例肺移植以来，现每年成功完成肺移植手术已突破百例，居亚洲第一，世界前五强。

## 相关
- 人民医院站 (无锡市)